# Свети Никола (Лисиче)
Вижте пояснителната страница за други значения на Свети Никола.
„Свети Никола“ (на македонска литературна норма: „Свети Никола“) е възрожденска православна църква във велешкото село Лисиче, централната част на Северна Македония. Храмът е част от Повардарската епархия на Македонската православна църква – Охридска архиепископия.
Храмът е разположен в северозападния край на селото. Дело е на видния възрожденски архитект Андон Китанов. В 1885 година в църквата работи зографът Димитър Андонов Папрадишки.